# Kabuki jūhachiban
La Kabuki Jūhachiban (歌舞伎十八番?), ossia le Diciotto migliori opere kabuki, è una serie di opere kabuki fortemente associate con la linea di attori Ichikawa Danjūrō sin dalle loro prime rappresentazioni. Le diciotto opere sono state raccolte a formare questa serie, allora semplicemente chiamata "Le diciotto", nel diciannovesimo secolo proprio da uno di questi attori, Ichikawa Danjūrō VII, che utilizzò questo nome dal 1800 al 1832. Tali opere furono scelte in quanto rappresentavano una vera e propria mostra delle specialità della famiglia Ichikawa, in particolare dello stile aragoto, uno stile di recitazione che prevede l'utilizzo di kata, ossia movimenti preordinati e codificati, esagerati e dinamici e di un altrettanto esagerato tono di voce, creato e presentato in pubblico per la prima volta da Ichikawa Danjūrō I. La linea di attori Danjūrō ha continuato nel tempo a mantenere il dominio non solo dell'impersonificazione dei ruoli principali, ma anche della produzione e della pubblicazione di queste opere.
Durante il periodo Meiji, Ichikawa Danjūrō IX creò una nuova serie di diciotto opere kabuki, chiamata Shin-Kabuki Jūhachiban, rappresentanti le sue opere favorite, molte delle quali sono particolarmente rappresentative del periodo Meiji di questa forma di teatro.
Delle diciotto rappresentazioni facenti parte della serie originale, solo dieci o undici sono ancora comunemente messe in scena, anche se con una frequenza piuttosto diversa l'una dall'altra. In particolare, le opere Shibaraku, Narukami, Sukeroku, Ya-no-Ne e Kanjinchō sono tutt'oggi considerate tra le migliori di sempre nel teatro kabuki e sono rappresentate almeno una volta l'anno, con la maggior parte delle rappresentazioni che spetta a Kanjinchō. Spesso la loro rappresentazione avviene durante le shūmei, fastose cerimonie di battesimo in cui gli attori ricevono un nuovo nome, ed in particolar modo in quelle shūmei che vedono la nomina di un nuovo membro della linea degli "Ichikawa Danjūrō".

## Le diciotto opere

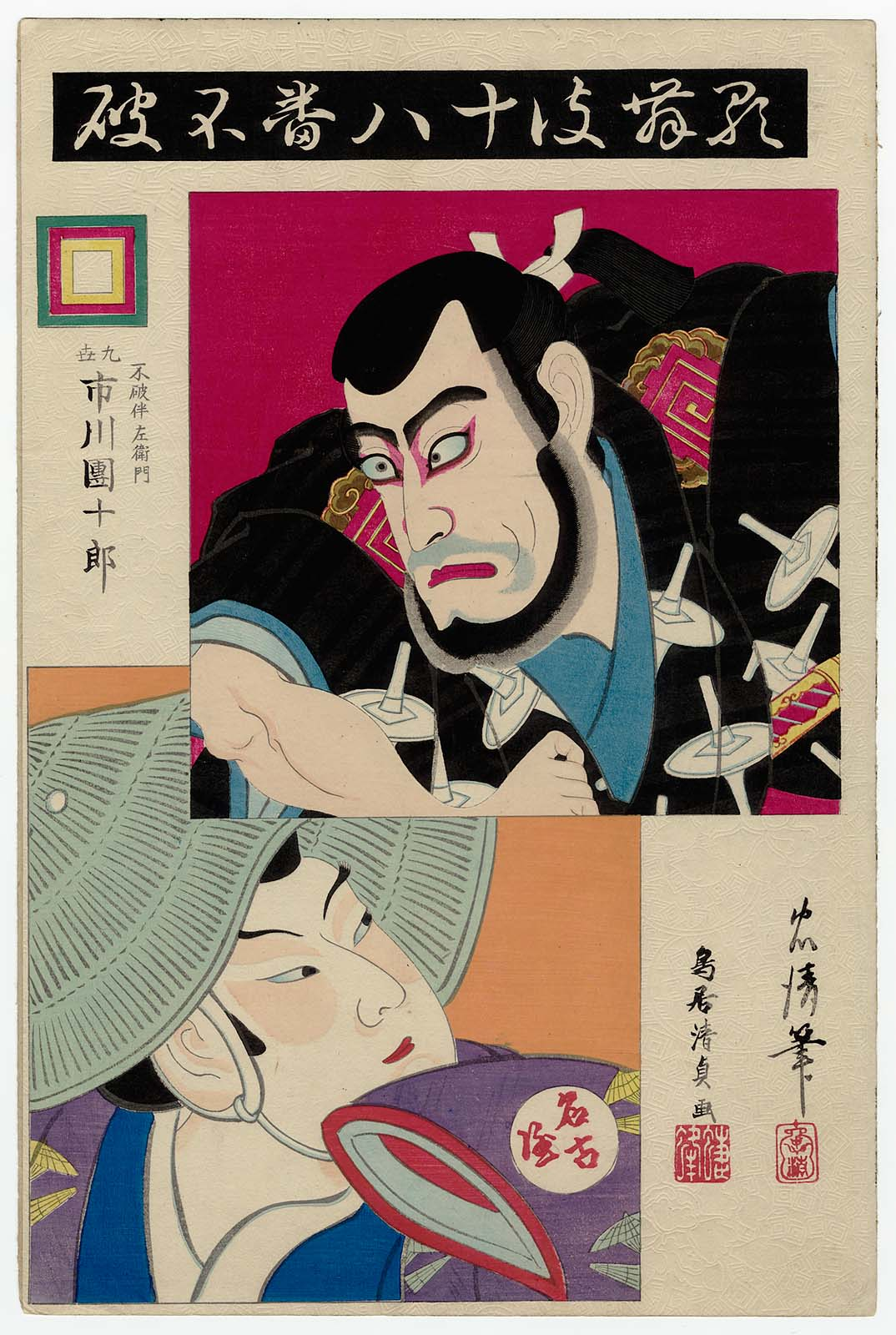
Fuwa* (1680)
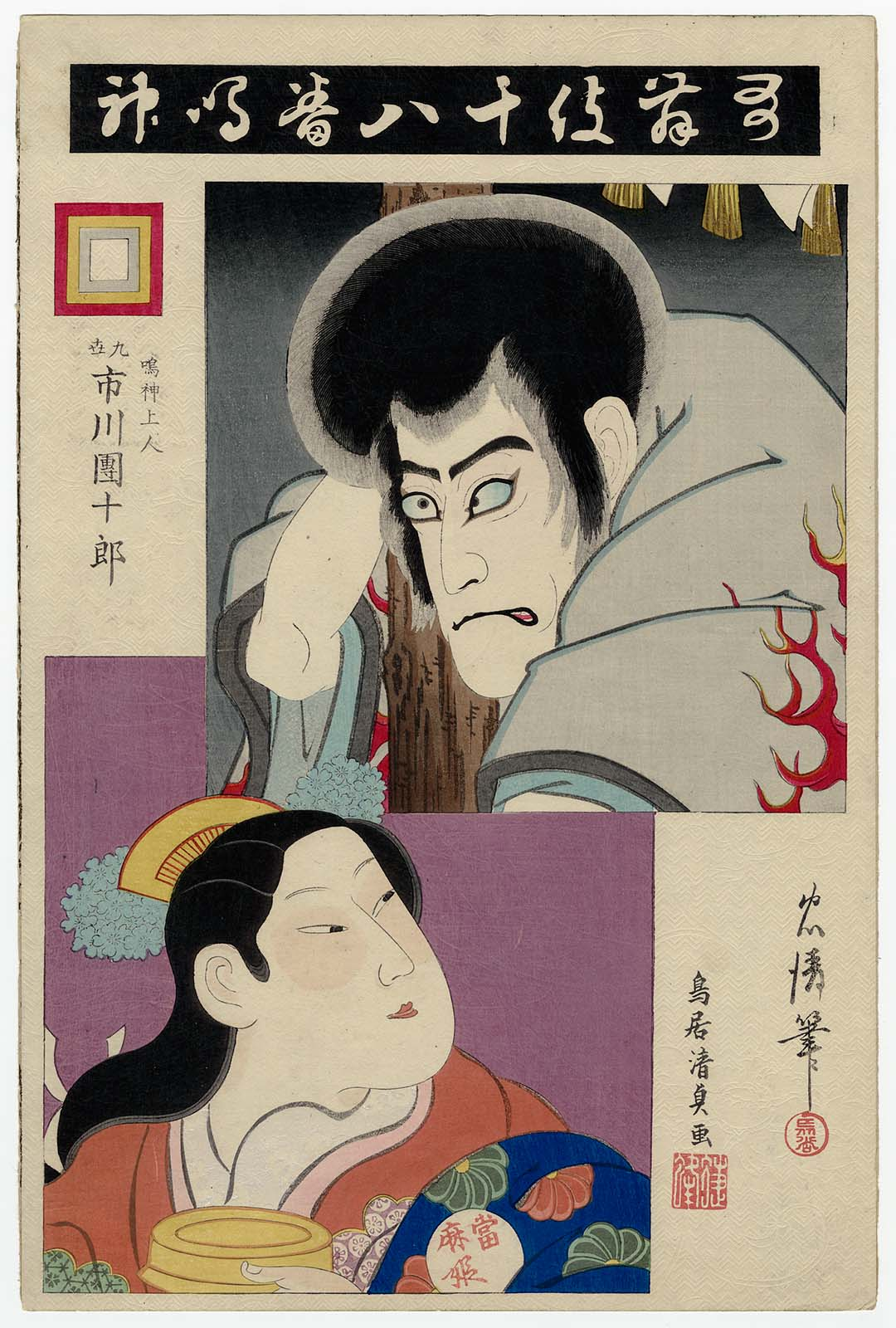
Narukami (1684)
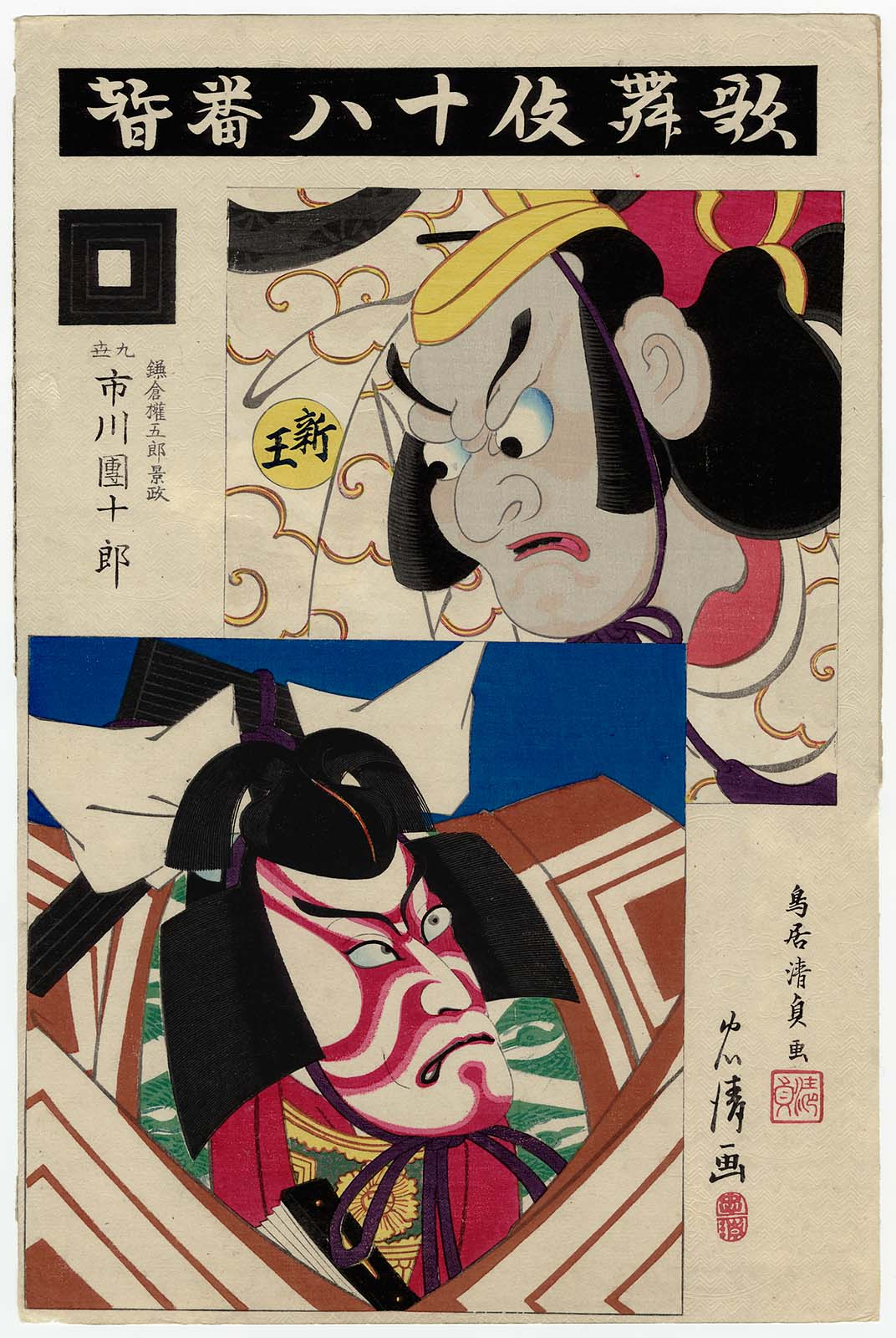
Shibaraku (1697)
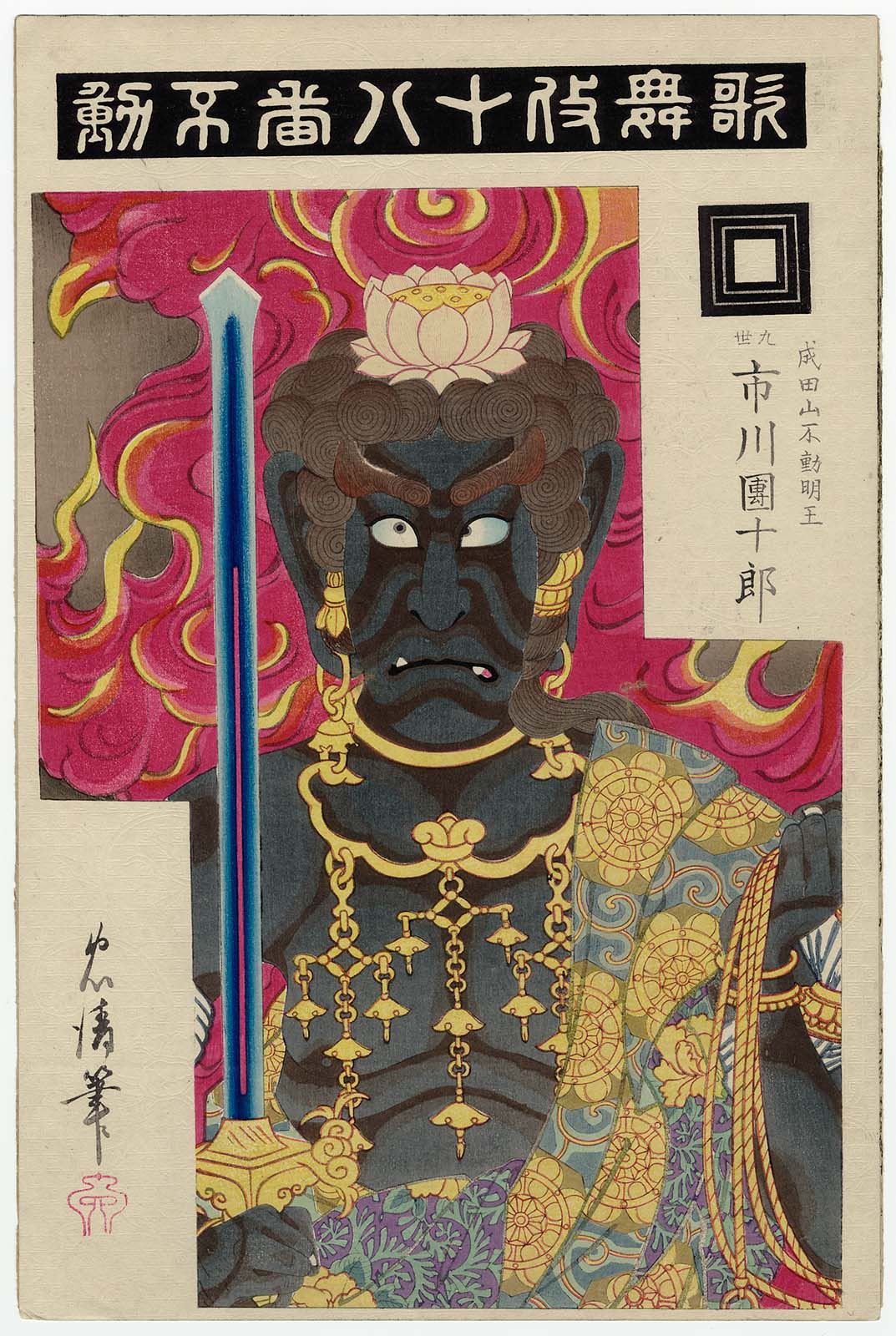
Fudō (1697)
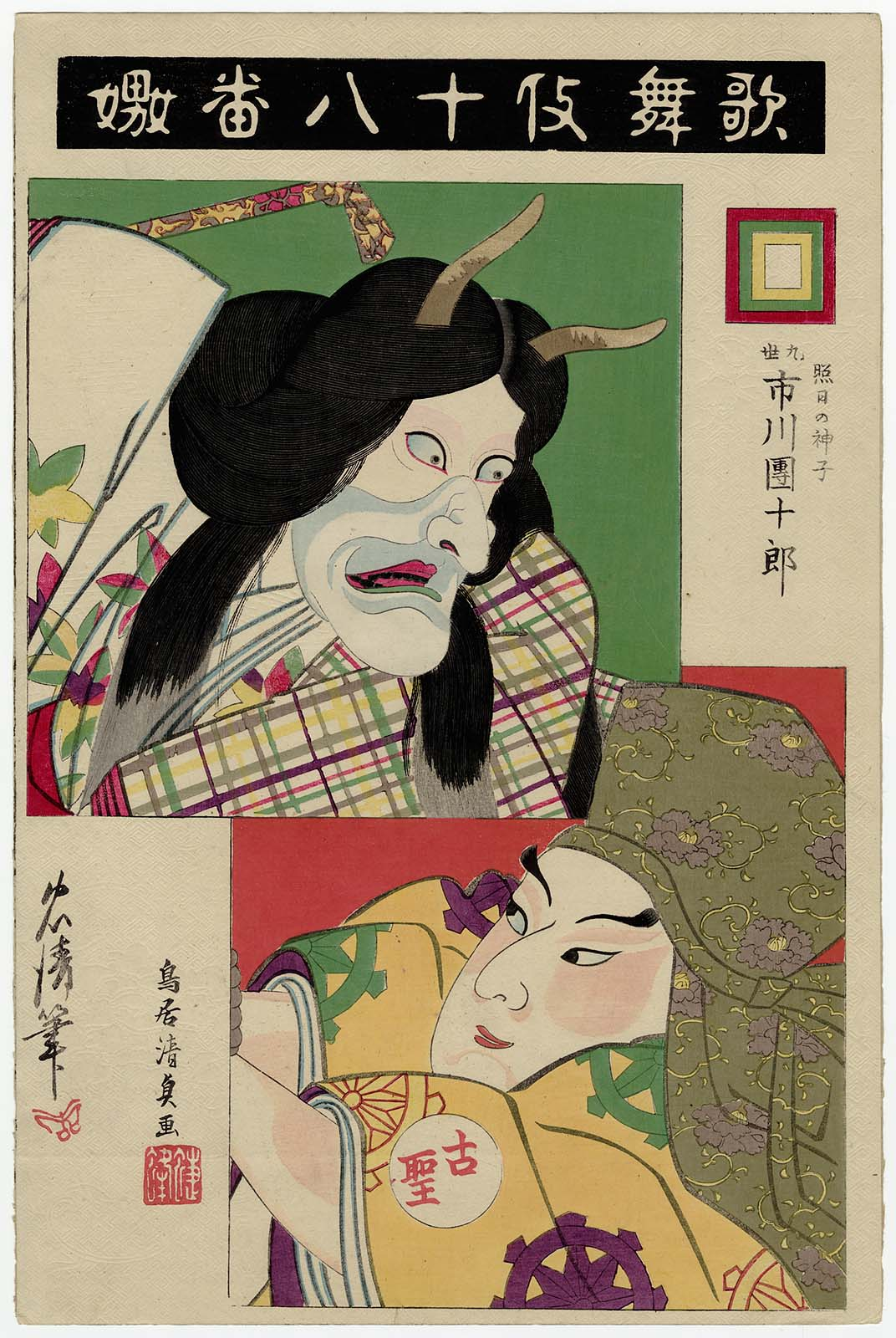
Uwanari* (1699)
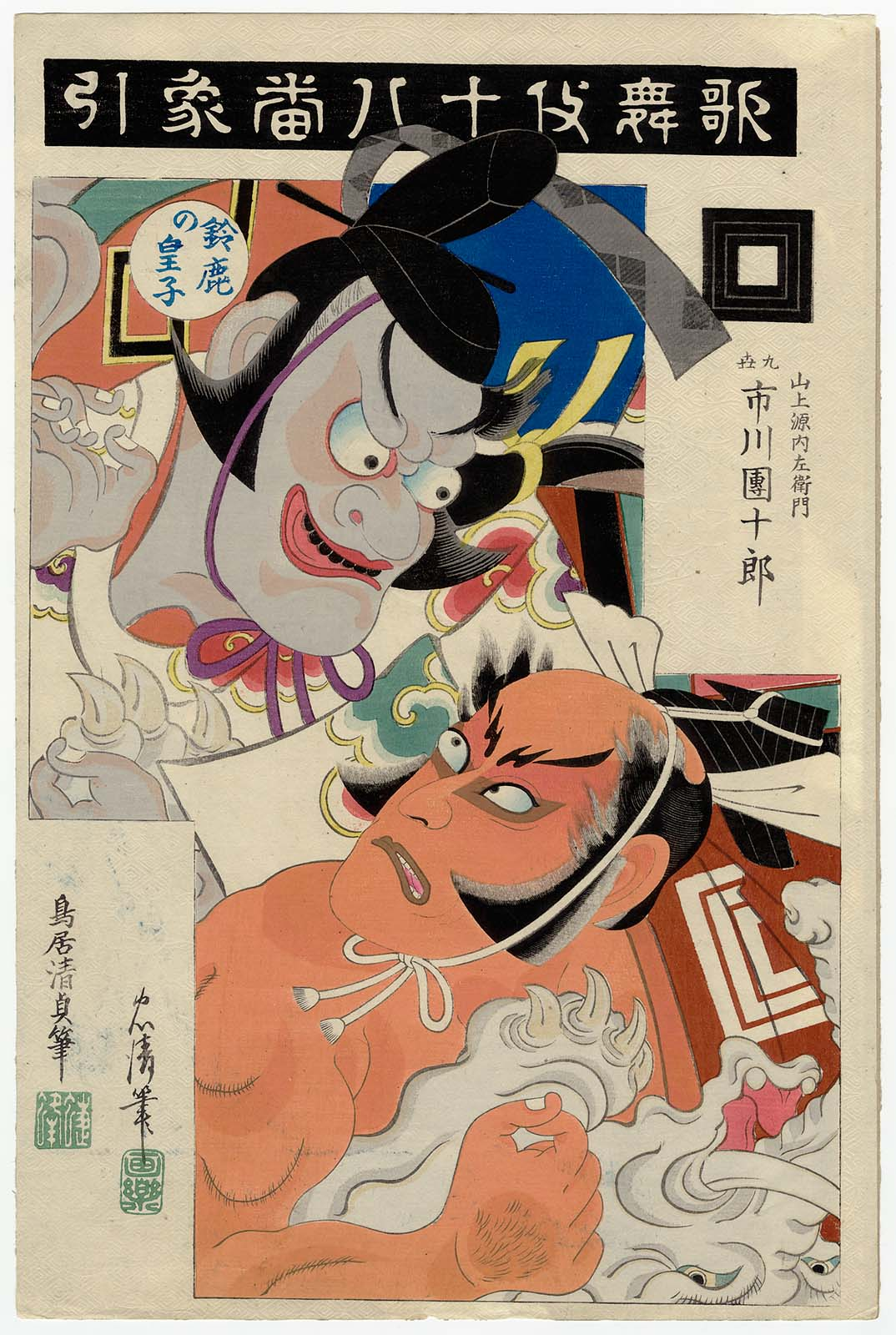
Zōhiki (1701)
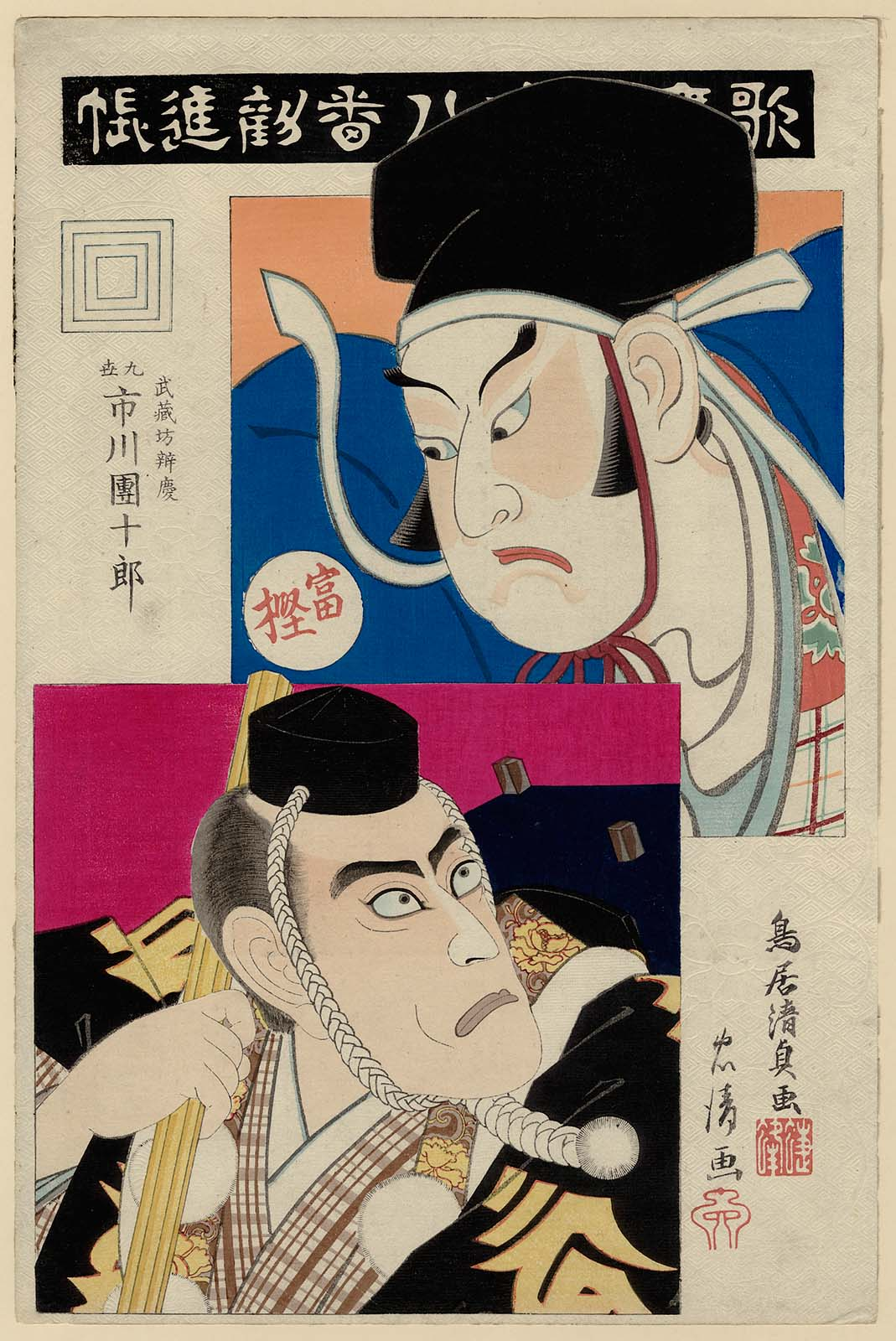
Kanjinchō (1702)
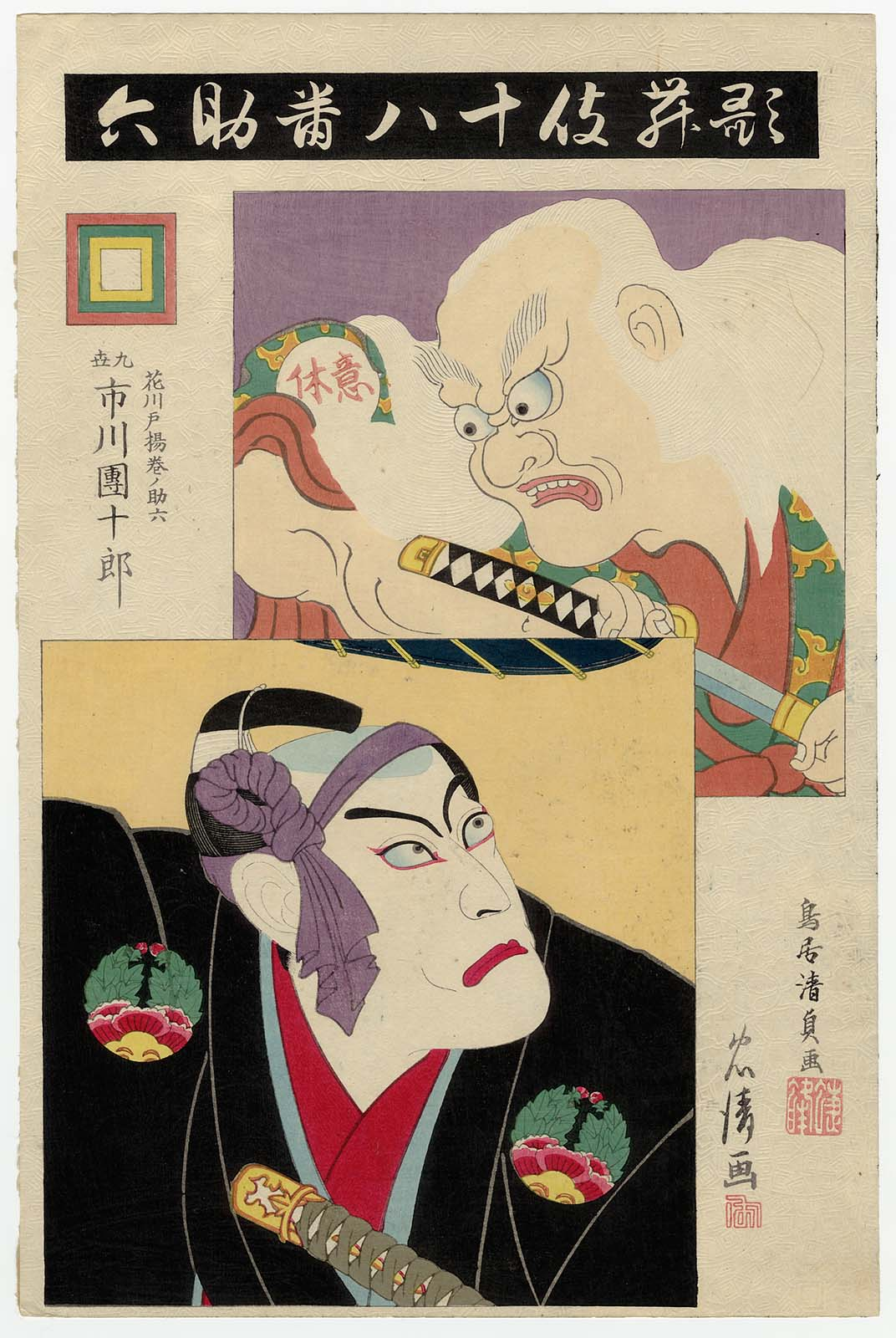
Sukeroku (1713)
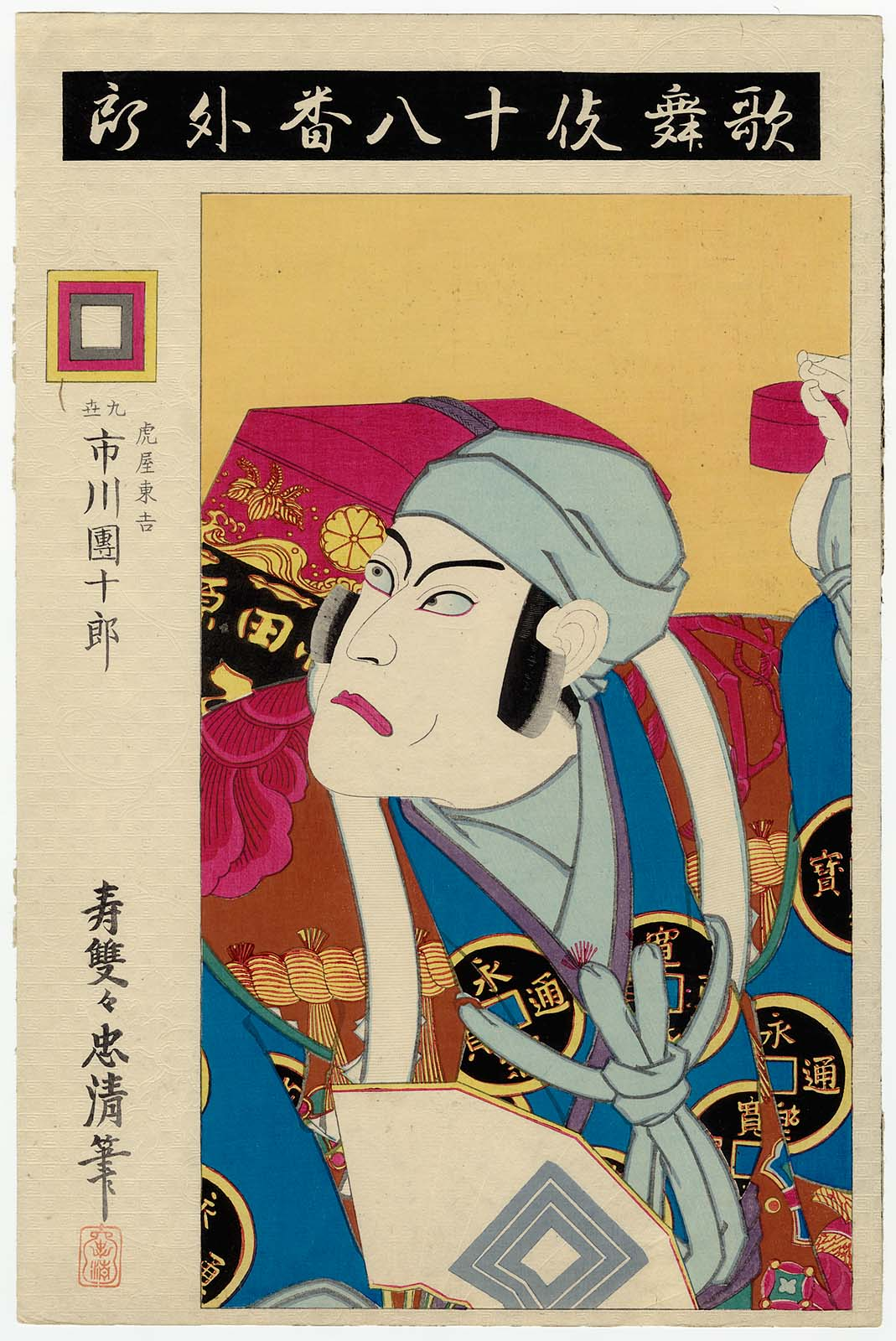
Uirō Uri (1718)
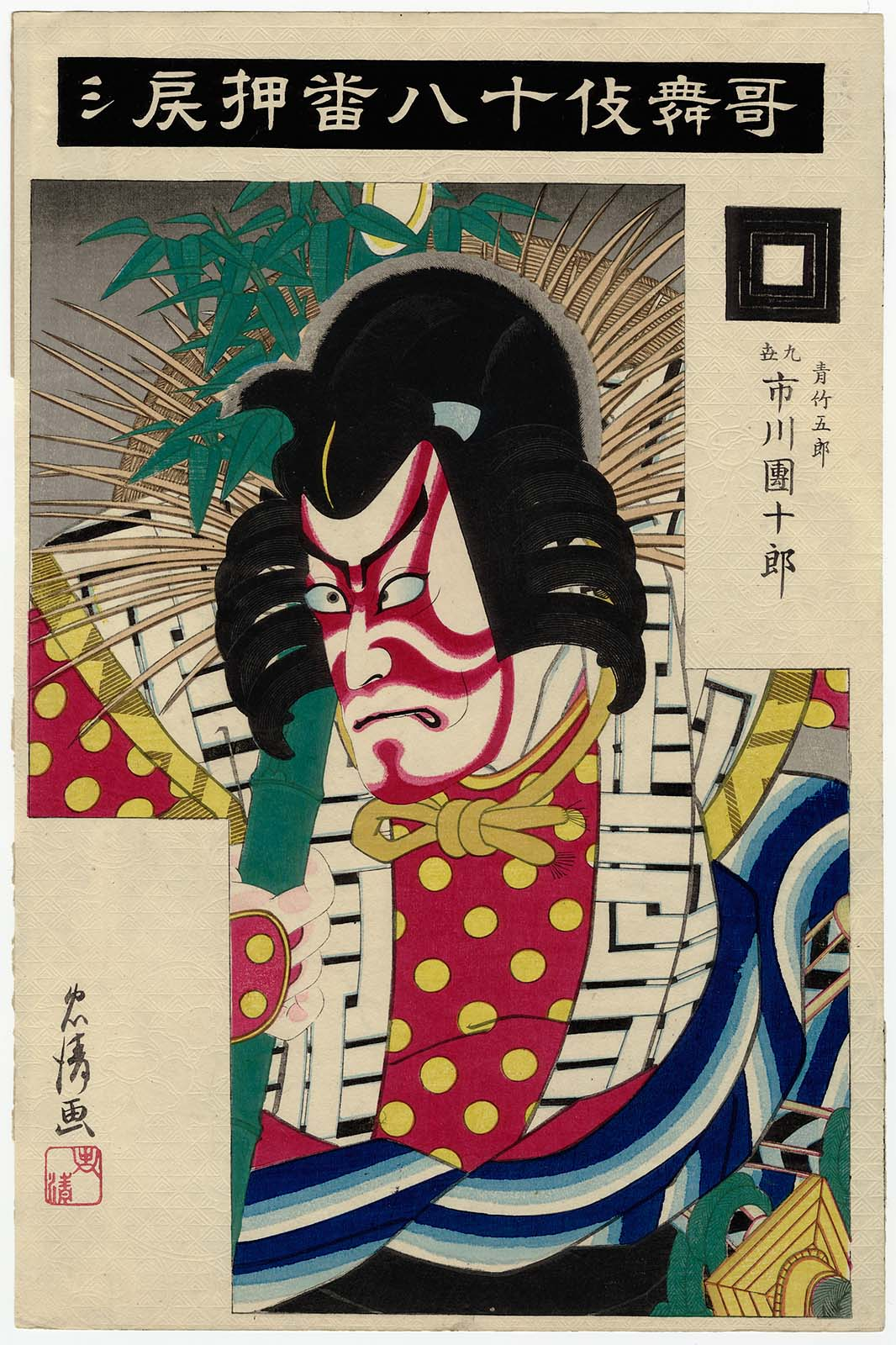
Oshimodoshi* (1727)
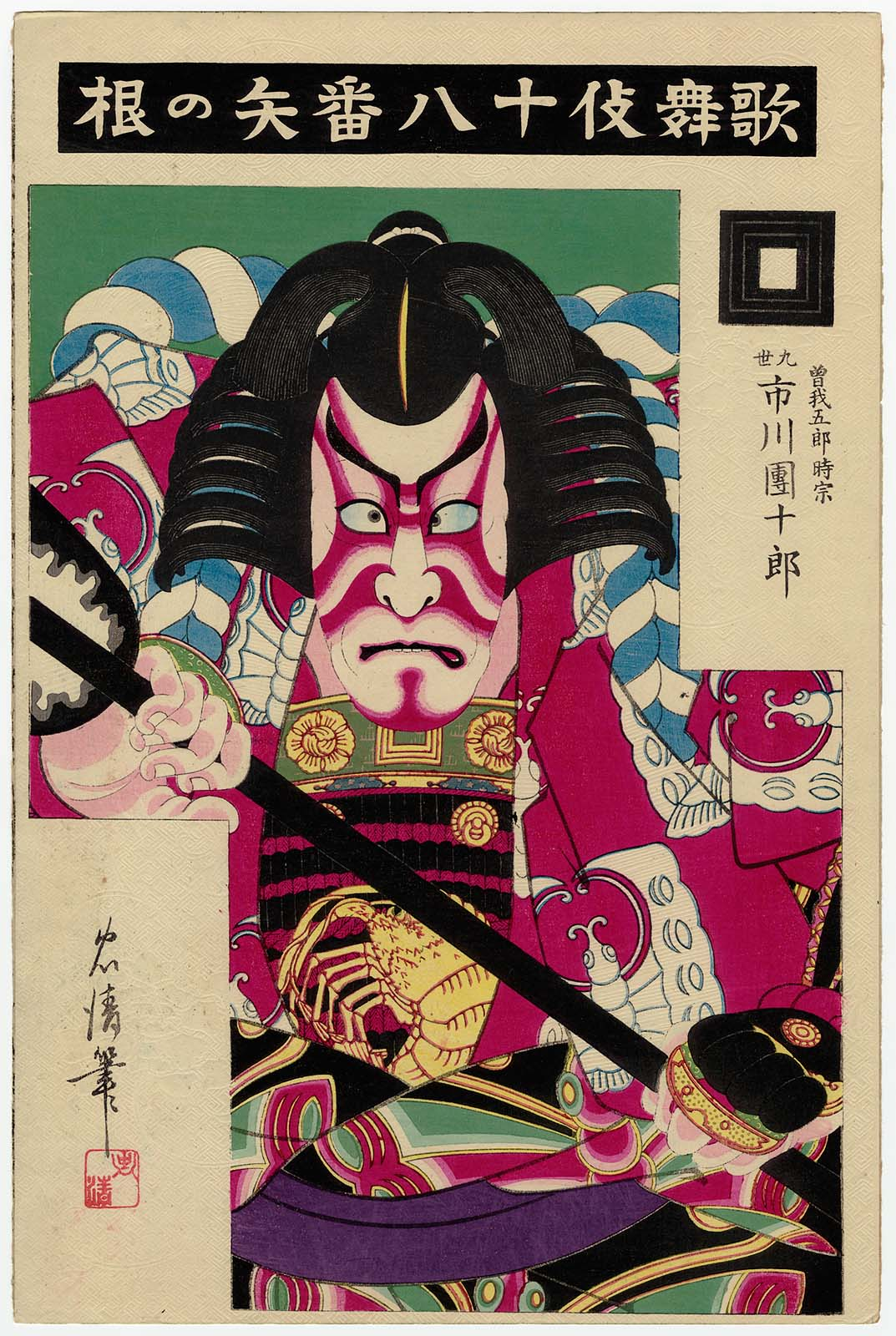
Ya-no-Ne (1729)
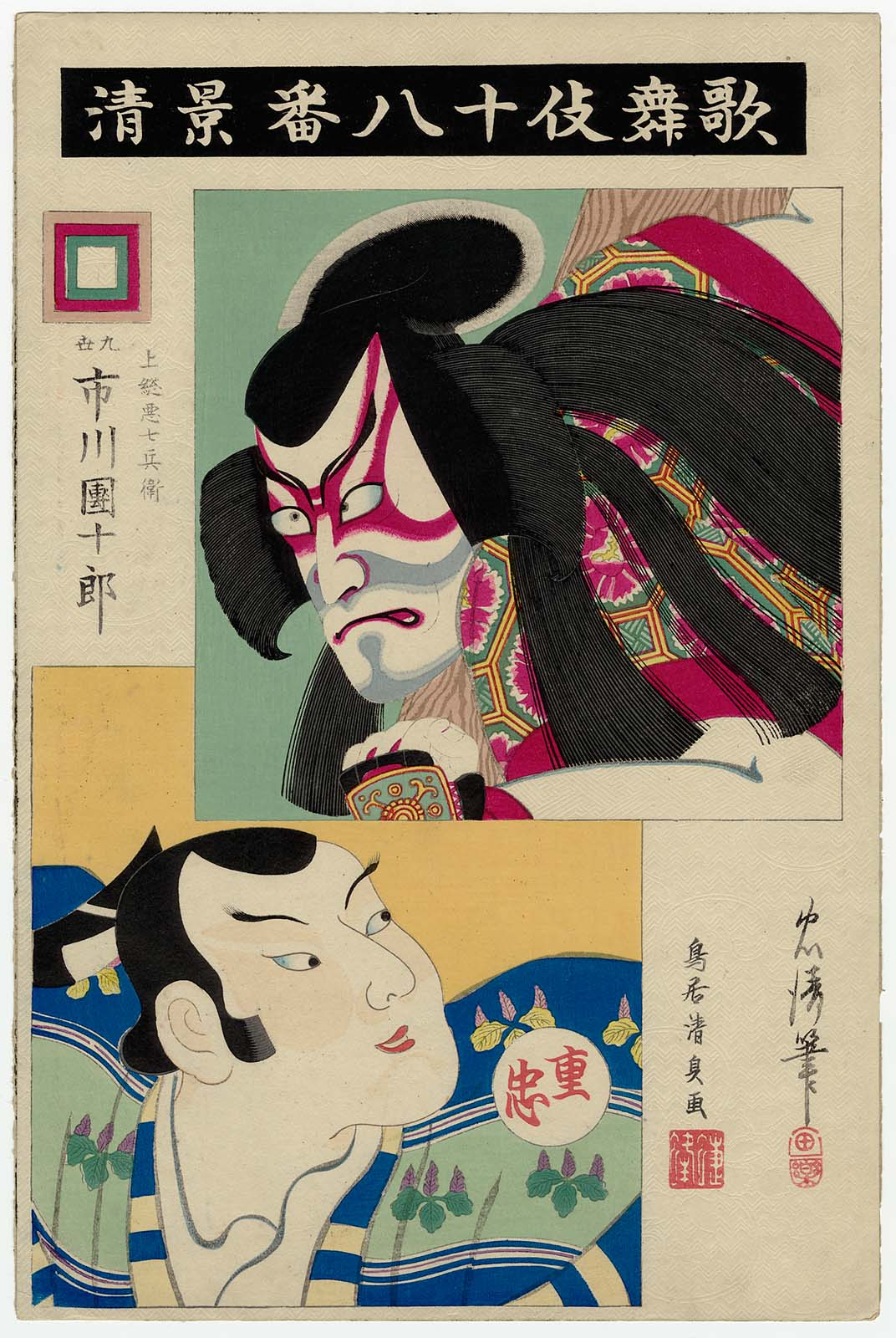
Kagekiyo (1732)
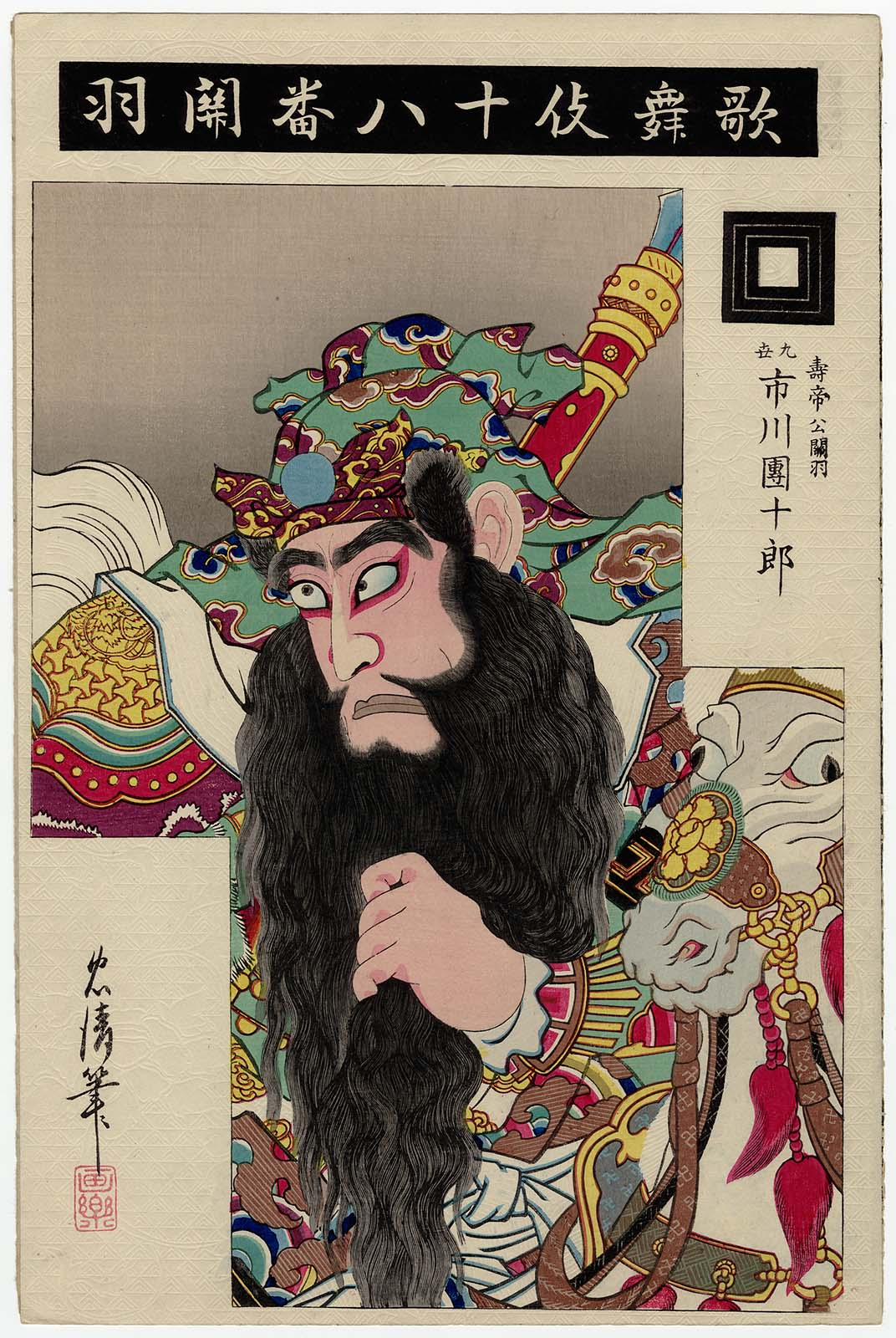
Kan'u (1737)
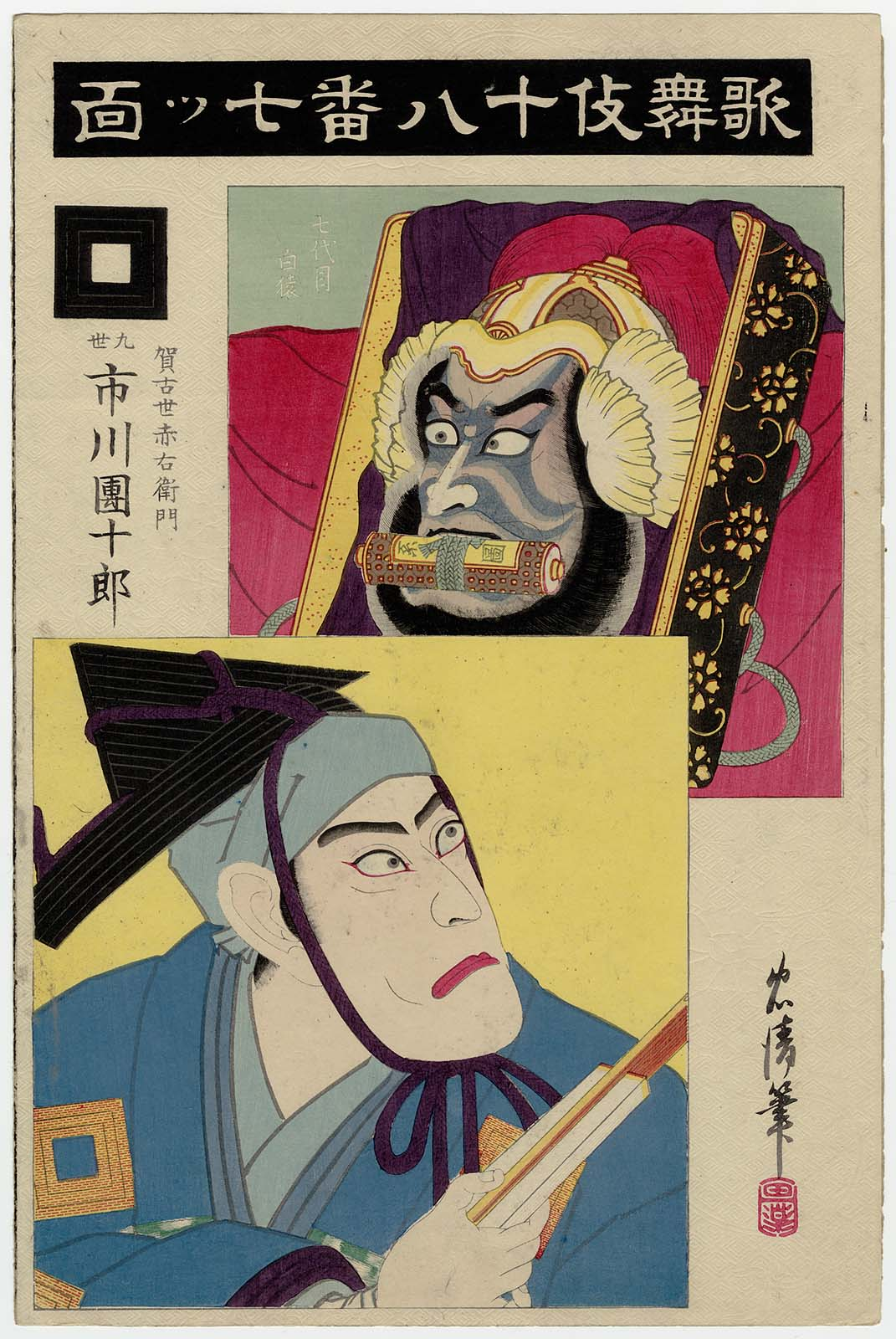
Nanatsumen* (1740)
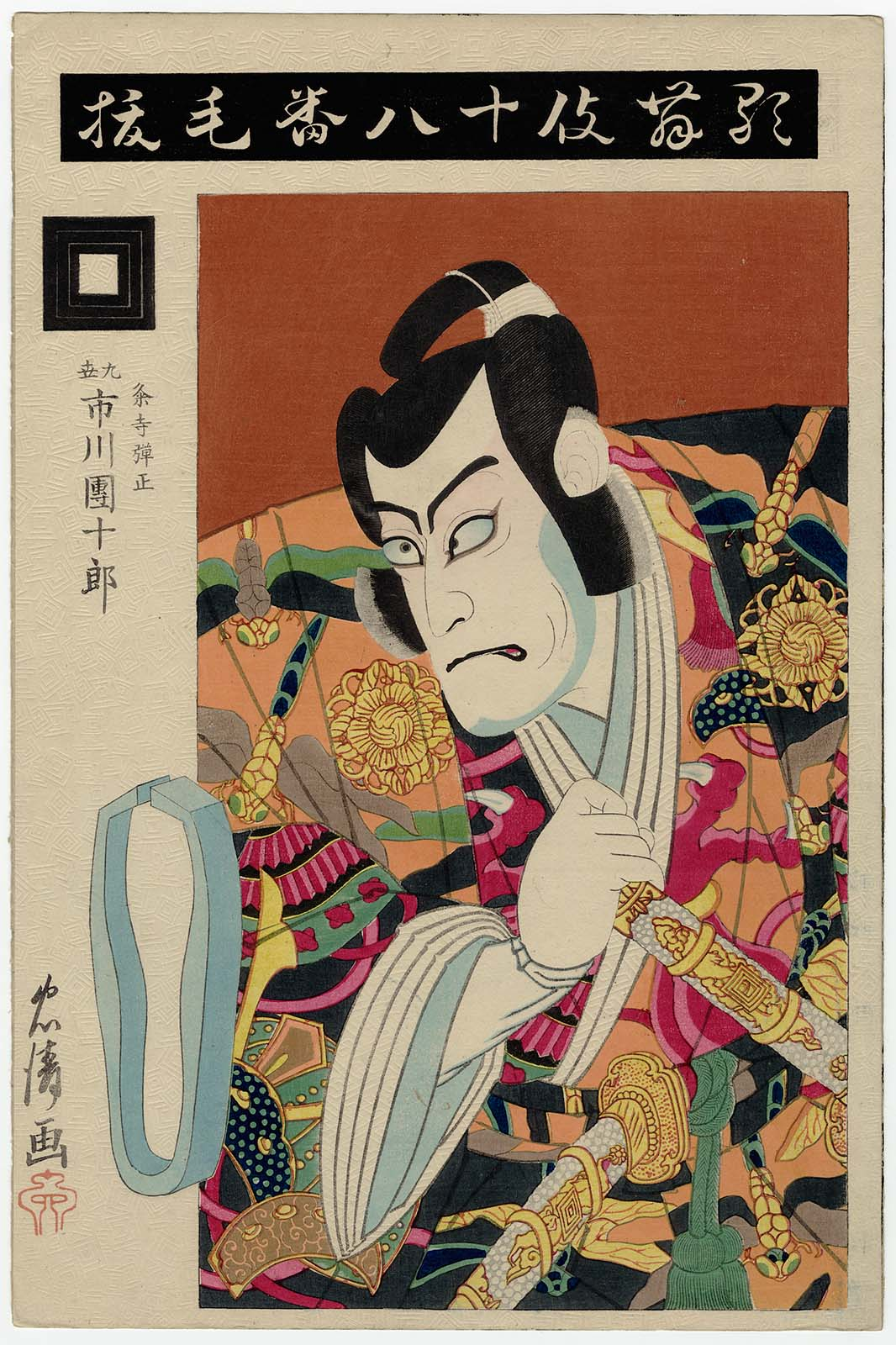
Kenuki (1742)
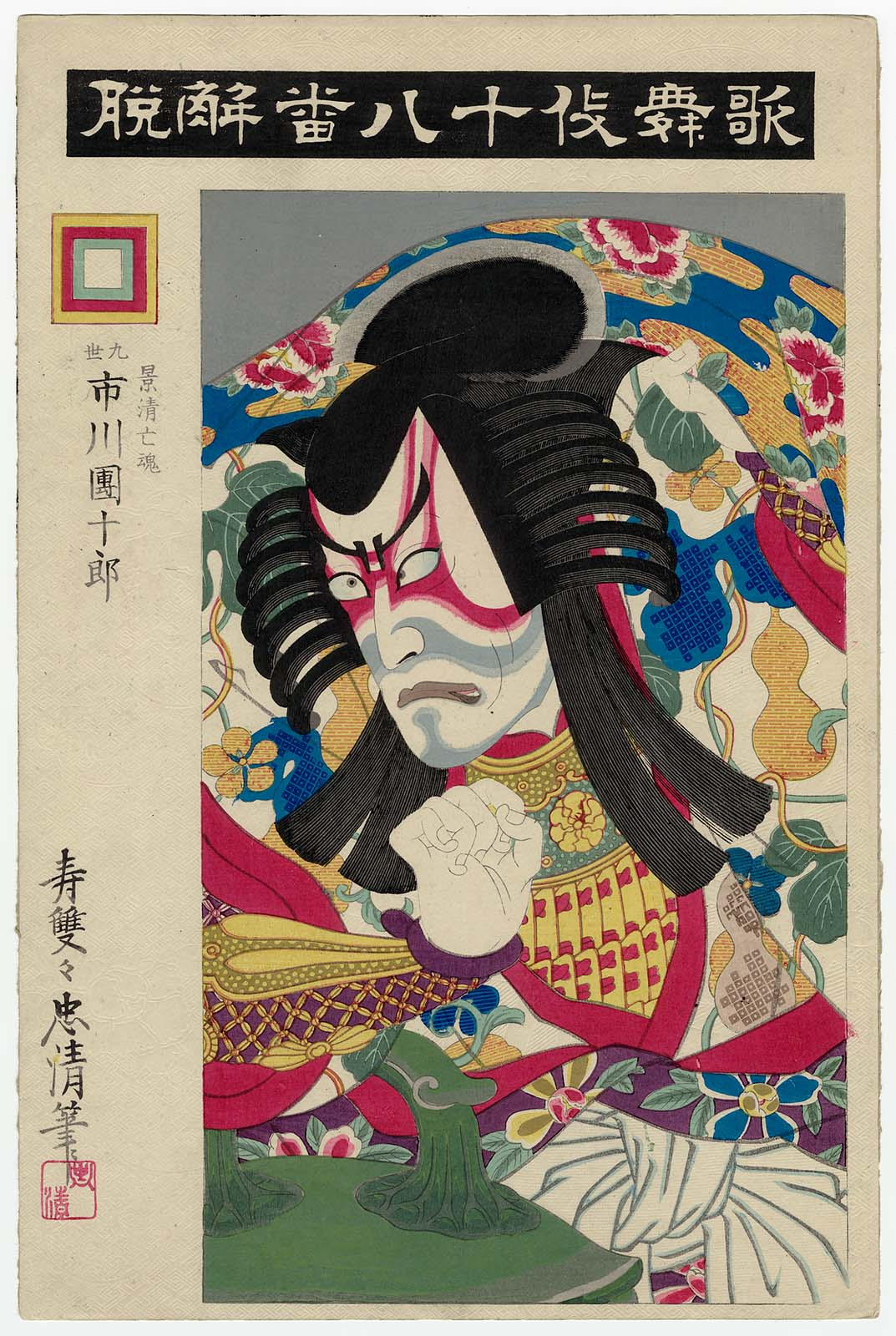
Gedatsu* (1760)
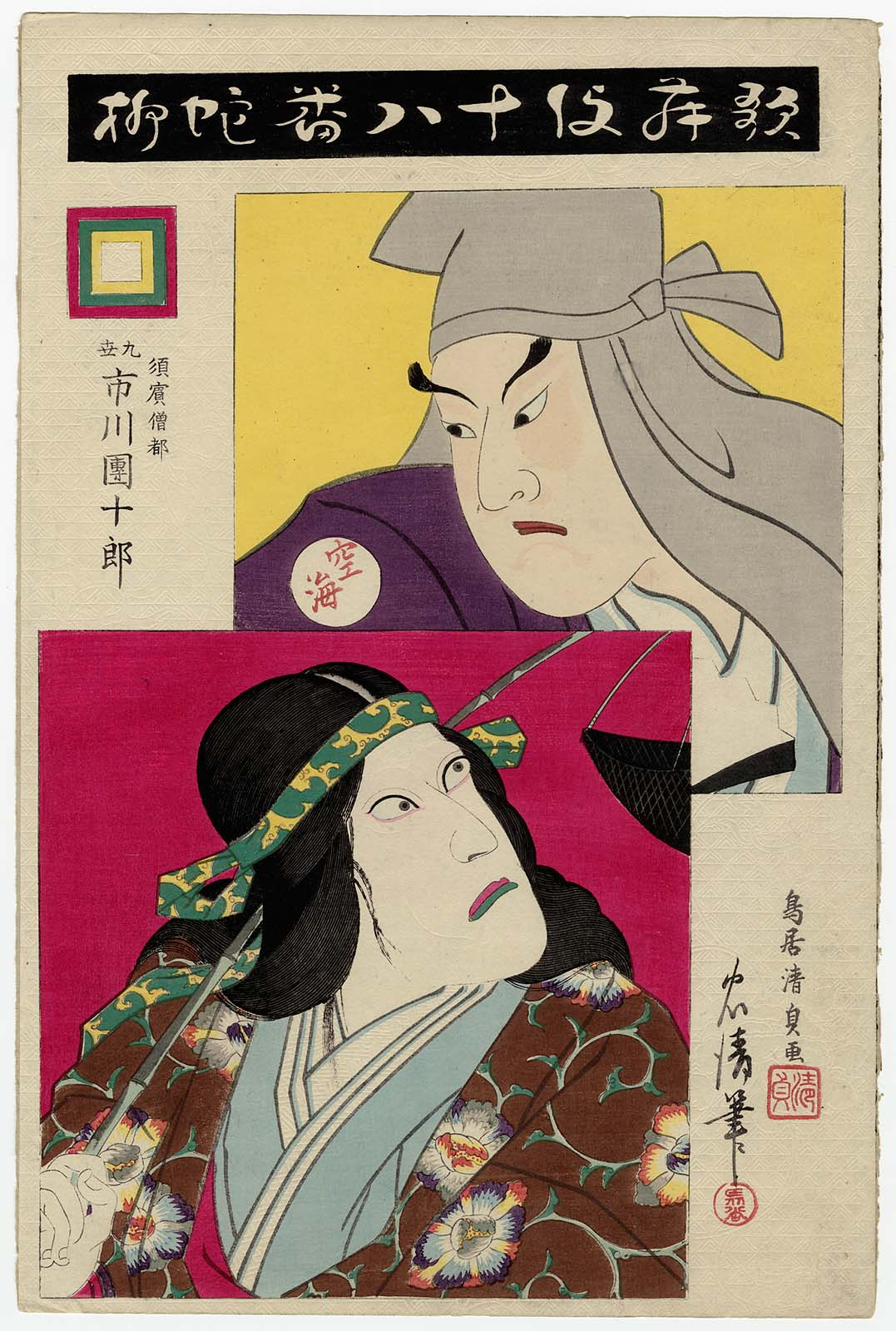
Jayanagi* (1763)
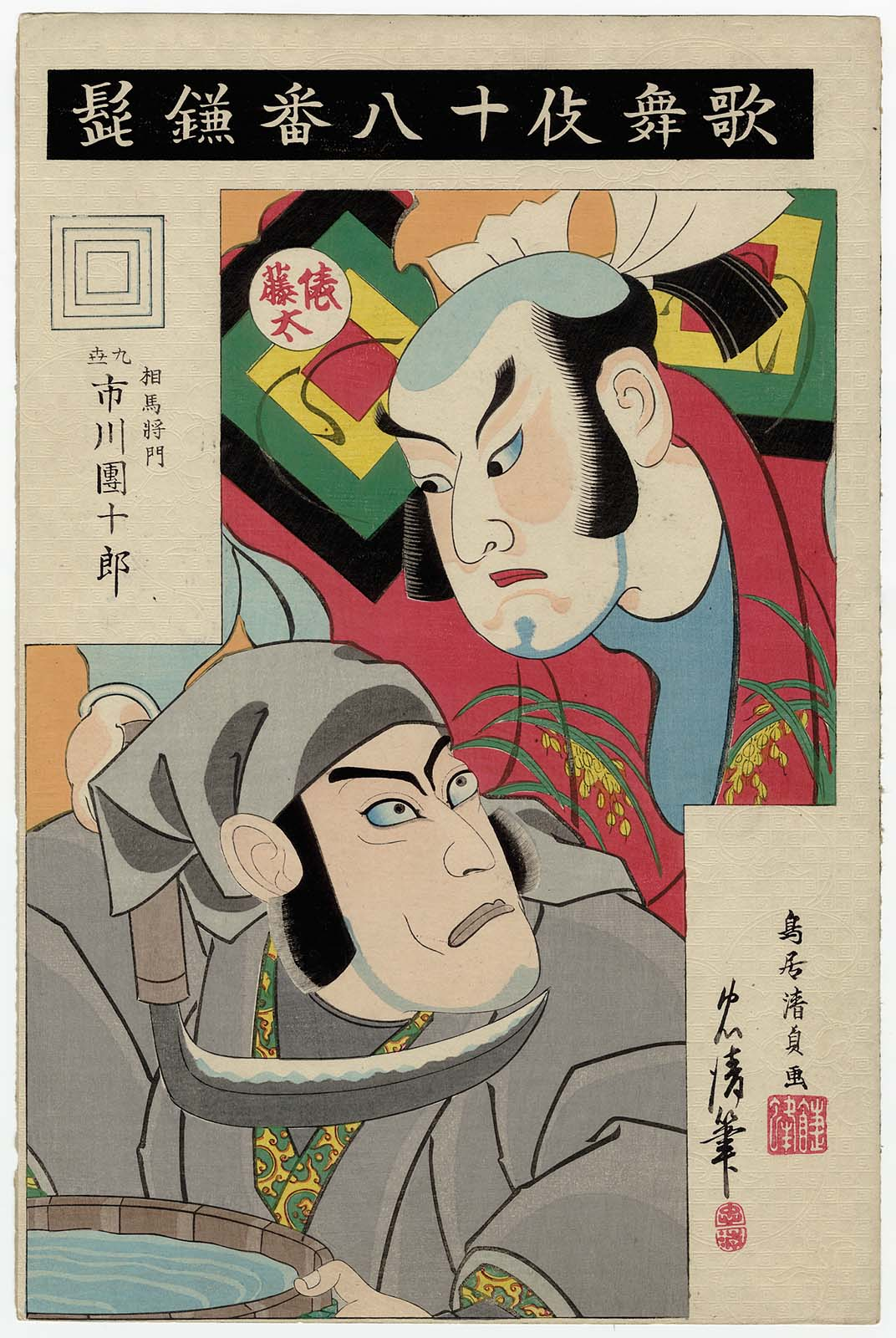
Kamahige (1769)

* Queste opere sono ormai generalmente considerate come estromesse dalla serie, in quanto non più rappresentate, sebbene raramente esse vengano ancora riproposte.